# 마라타 해군
마라타 해군은 17세기 중반부터 19세기 초까지 인도 서부 해안을 따라 활동했던 마라타 제국의 해군이다. 1650년대에 차트라파티 시바지의 지도 아래 설립되어 해안 무역로를 보호하고 포르투갈, 영국 동인도 회사, 잔지라의 시디족을 포함한 지역 및 유럽 해군 세력에 대항하는 역할을 했다.
칸호지 앙그레 제독과 같은 지휘관들 아래에서 해군은 갈리바트 및 그랩과 같이 작고 기동성이 뛰어난 선박을 사용하고 해안 및 얕은 물 조건에 적합한 전술을 사용하여 영향력을 확장했다. 주로 해안 또는 "녹색 해군"이었지만, 식민지 선박에 도전하고 해상 무역에서 마라타의 이익을 주장하는 데 중요한 역할을 했다.
해군의 효율성은 18세기 후반에 내부 경쟁, 변화하는 정치적 역학, 그리고 영국 해군의 지배력 증가로 인해 약화되었다. 해군은 결국 마라타 전쟁 이후 해체되었다.

## 형성기
역사가 자두나트 사르카르 경은 다음과 같이 언급했다.
마라타 해군과 해군 기지를 창설한 것보다 차트라파티 시바지 마하라지의 타고난 정치가로서의 천재성을 더 명확하게 증명하는 것은 없다.

근대 초기 인도에서 무굴 제국과 같은 중요한 이슬람 세력은 군사력의 해군 부대 건설에 덜 관심을 기울였다. 그러나 포르투갈이 인도에 도착하여 대륙 서부 해안의 무역을 독점하고 통제하기 시작하면서 이러한 시나리오는 바뀌었다. 시바지는 강력한 해군의 중요성을 깨닫고 1654년경 칼리안 근처의 개천에 첫 마라타 해군 선박 건설을 위임했다. 그는 주로 잔지라의 시디족의 세력을 견제하기 위해 이를 실행했다.

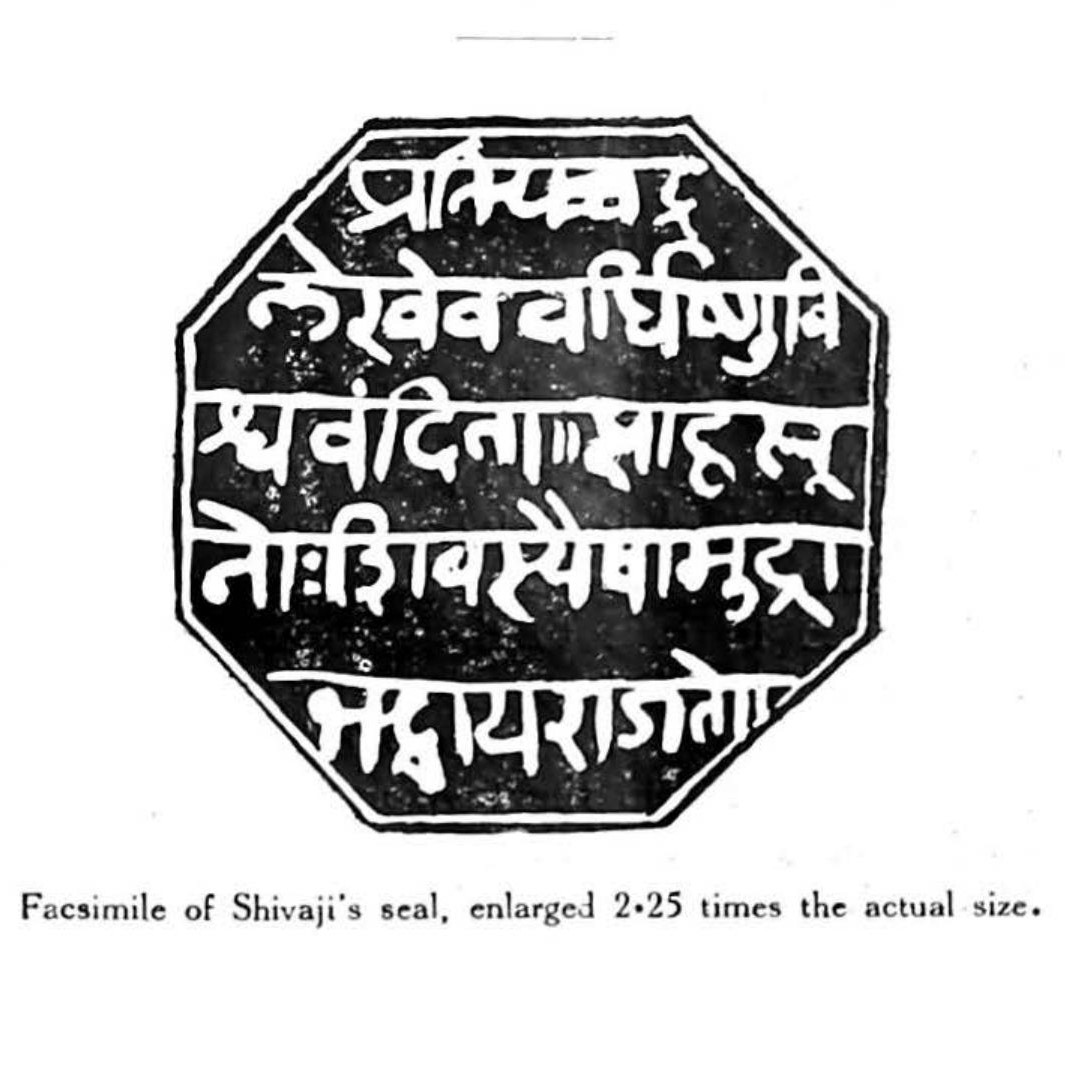
차트라파티 시바지의 왕실 인장

시바지는 현재의 마하라슈트라주 해안을 따라 여러 해군 기지를 건설하는 작업을 맡았다. 그는 마이낙 반다리 제독이 지휘하는 함대와 다울라트 칸이 지휘하는 함대 두 개를 조직했다. 마라타 해군은 주로 토착 콘칸 선원들로 구성되었지만, 대부분 시디족과 포르투갈인을 포함한 용병들이 지휘했다. 1659년경, 마라타 해군은 약 20척의 전함으로 구성되어 있었다. 용병을 고용하는 것은 마라타 군사 문화에서 비교적 흔한 일이었고 해군도 예외는 아니었다. 포르투갈 해군 장교 루이 레이탕 비에가스는 함대 사령관으로 고용되었는데, 부분적으로는 마라타가 포르투갈 해군 기술과 능력에 대한 통찰력을 얻고 싶어했기 때문이었다. 마라타는 포르투갈이 강력한 해군을 가지고 있음을 알고 있었다. 포르투갈은 자신들의 용병 장교들을 설득하여 마라타 근무를 떠나게 했지만, 마라타가 무굴과 전쟁을 벌였을 때 포르투갈은 마라타와 동맹을 맺었다.

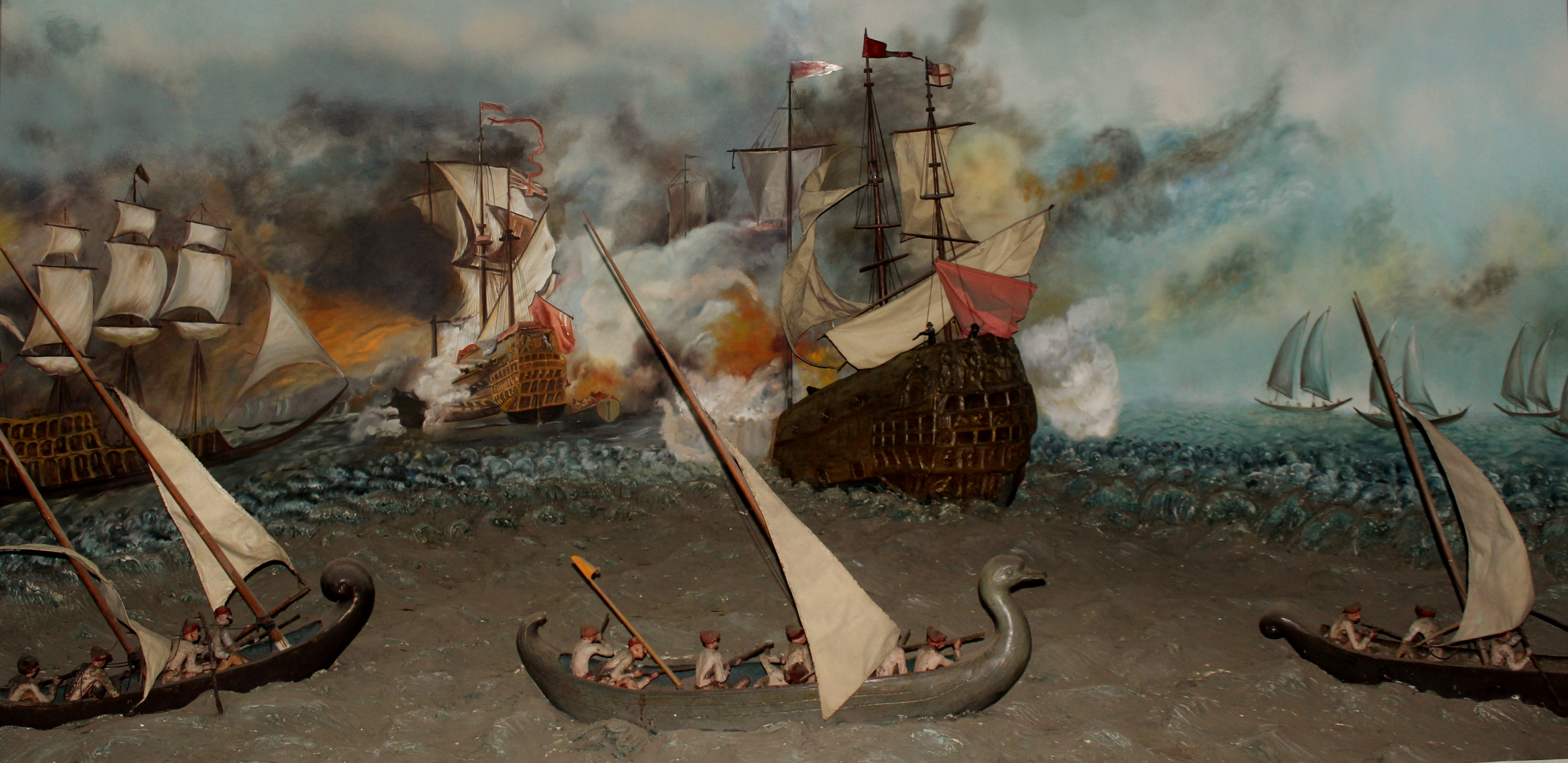
국립 박물관, 뉴델리에 전시된 마라타 해군 전술 디오라마

1679년에 시바지는 뭄바이 입구에서 11 마일 (18 km) 떨어진 칸데리 섬을 합병했다. 이에 대응하여 영국인과 시디족은 섬을 반복적으로 공격했지만, 마라타를 섬에서 몰아낼 수 없었다.
시바지 대관식 해인 1674년, 고아의 포르투갈인들은 마라타 해군력을 인정하고 시바지에게 선물과 함께 사절을 보냈다. 그들은 우호 조약을 체결했다. 이 무렵 마라타 해군은 약 5,000명의 병력과 57척의 전함을 보유하고 있었다. 카르와르 (현재의 카르나타카주) 원정 중, 해군은 30톤에서 150톤에 이르는 다양한 갈리바트 (전함) 85척과 세 개의 돛을 가진 구랍/그랩 (전함) 3척을 보유하고 있었다.

## 삼바지 마하라지 치하
마라타 해군은 1680년부터 1689년까지 삼바지 마하라지의 통치 기간 동안 많은 전투를 치렀다. 마이낙 반다리, 다리야 사란, 다울라트 칸이 삼바지 통치 기간 동안 마라타 해군의 제독이었다.
잔지라의 시디족은 아우랑제브와 동맹을 맺고 1681년 콘칸에서 마라타 마을을 습격하기 시작했다. 아우랑제브는 삼바지의 영토를 사방에서 봉쇄할 계획이었고, 시디족의 습격은 그 전략의 일부였다. 삼바지는 아라비아해 무역을 지배하기 위해 전략적으로 중요한 잔지라 요새를 점령하기를 원했다. 1681년 말, 삼바지는 육군과 해군에서 2만 명의 병력을 이끌고 잔지라에 수륙양용 공성전을 개시하여 직접 지휘했다. 삼바지는 시디를 속여 요새를 점령할 계획이었다. 그는 수석 마라타 사령관 콘다지 파르잔드가 이끄는 부대를 시디에게 보내 그와 가짜 싸움을 벌이는 척했다.

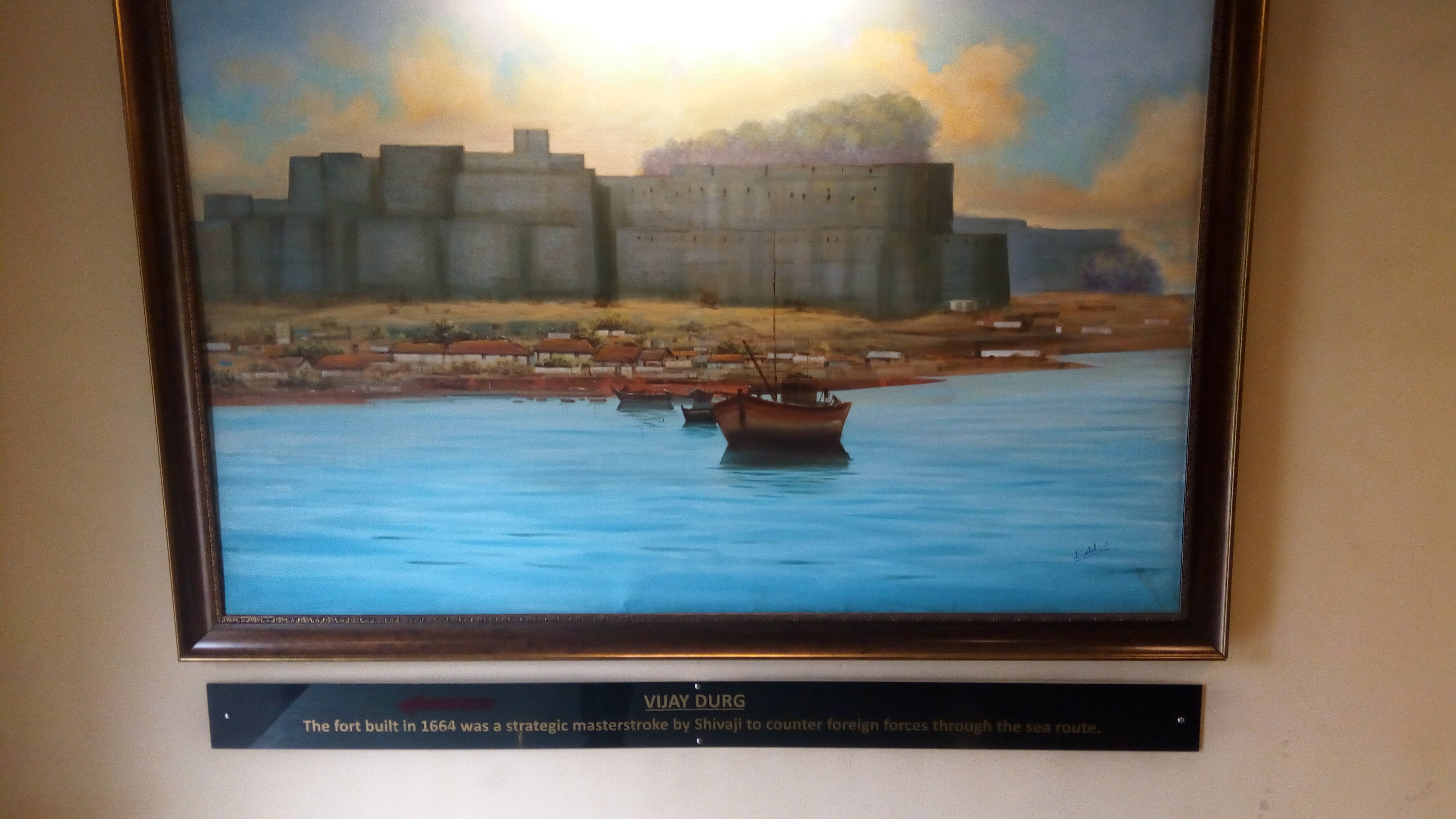
비자이드루그 해상 요새 (17세기에 건설됨) 그림. 이 그림은 푸네 국립 전쟁 박물관의 일부이다.

무굴 사르다르 라훌라칸과 란마스타칸은 1682년에 칼리안과 비완디를 점령했다. 그들은 칼리안 근처의 두르가디 요새를 파괴했다. 삼바지는 즉시 그 도시들을 되찾고 싶어 빠르게 그 지역에 도착했다. 그는 포르투갈 선박이 타네 만을 이용해 적에게 물자를 공급하고 있었기 때문에 타네 크리크를 내려다보는 파르식 언덕에 파르식 요새 건설을 즉시 명령했다. 삼바지 마하라지는 파르식에 있는 그의 군대에게 타네 만을 건너는 모든 포르투갈 보급선에 포격을 가하도록 명령했다. 삼바지 마하라지는 나중에 칼리안-돔비발리 전투에서 라훌라칸과 란마스타칸을 물리치고 칼리안과 비완디를 되찾았다. 그는 즉시 칼리안의 두르가디 요새를 수리하도록 명령했다. 칼리안은 마라타에게 중요한 해군 기지였다.
마라타 해군은 1687년에 구자라트의 중요한 무역 중심지인 바루치를 습격한 것으로 알려졌다.
삼바지는 뭄바이 근처에 있는 영국 영국 동인도 회사의 영향력을 견제하기 위해 엘레판타섬을 구입했다.
삼바지 마하라지는 마라타 해군을 현대화하기를 원했다. 그래서 그는 아랍 해군 사령관 장게 칸과 동맹을 맺었다. 삼바지 마하라지는 그를 콘칸으로 초대하여 마라타 해군에게 빠른 함선 건조와 포병 사용을 훈련시키도록 했다. 장게 칸은 그 제안을 받아들였고 1681년 6개월 동안 그의 군대와 함께 콘칸에 머물렀다. 그의 부하들은 마라타 해군에게 함선 건조와 포병 사용의 다양한 측면을 훈련시켰다.
삼바지 마하라지는 1689년 아우랑제브 휘하의 무굴 제국군에 의해 붙잡혀 고문을 당한 뒤 처형당했다. 그의 9년간의 통치 기간 동안 마라타 해군은 규모가 커졌다. 그는 시바지 마하라지의 해군 강화 정책을 계속했다. 그의 통치 기간 동안 마라타 해군은 북 콘칸의 타라푸르에서 북 카르나타카주의 카르와르까지의 해안선을 뭄바이, 잔지라, 고아 지역을 제외하고 확고히 통제했다. 그는 해전과 해군의 중요성을 잘 알고 있었다.

## 칸호지 앙그레 제독 치하

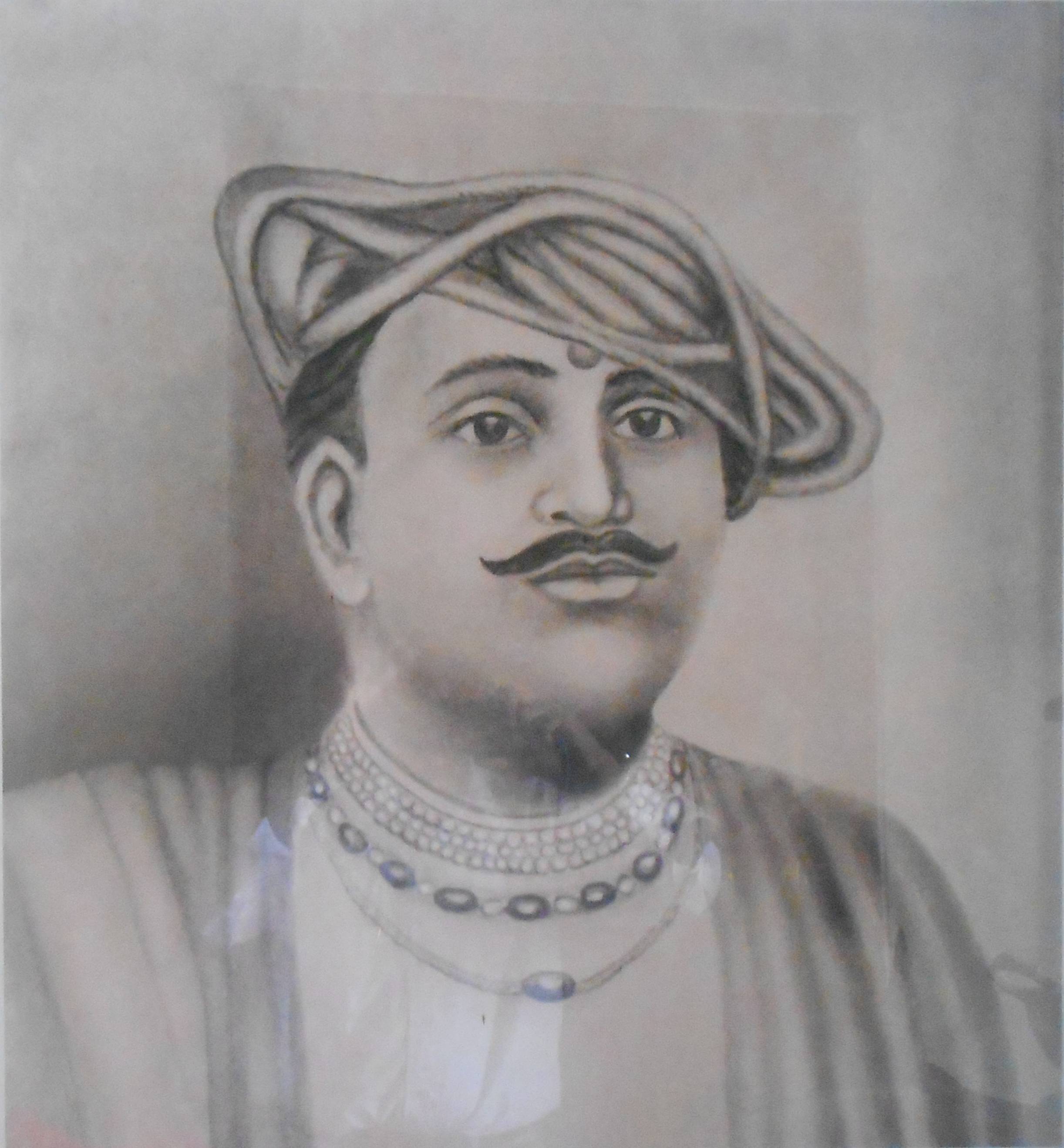
칸호지 앙그레 제독 초상화

1698년경 제독 시도지 구자르가 사망한 후, 마라타 해군은 콜리 제독 칸호지 앙그레의 광범위한 노력 덕분에 살아남았다. 그의 지도 아래, 인도 서부 해안을 따라 유럽 무역 회사들의 영향력이 견제되었다. 칸호지는 마라타 왕 차트라파티 샤후와 그의 총리 페슈와 발라지 비슈와나트에게 충성을 맹세했다. 그는 인도 서부 해안, 즉 콘칸에 해군 시설을 개발하기 위해 그들의 지원을 얻었다. 칸호지의 지도 아래, 마라타는 비자이드루그에 선박 건조, 대포 장착, 선박의 해상 적합성을 위한 조선소 시설을 갖춘 해군 기지를 개발했다. 그들의 해군 함대는 10척의 구랍/그랩 (전함)과 50척의 갈리바트 (전투정)로 구성되었다. 갈리바트는 120톤 미만의 배수량을 가졌고, 그랩은 최대 400톤에 달할 수 있었다.
사용된 다른 선박 유형은 팔(마라타 맨오브워)로, 대포를 장착하고 세 개의 돛을 가진 선박이었다. 그랩은 6파운드 및 9파운드 현측포를 장착했으며, 주 갑판에는 9파운드 또는 12파운드 대포 2문을 장착했다. 이 대포들은 격벽에 뚫린 포구를 통해 전방으로 발사되었다. 갈리바트는 대부분 가벼운 선회포로 무장했지만, 일부는 2파운드 또는 4파운드 대포 6~8문을 장착하기도 했다. 이 보트들은 40~50개의 노로 추진되었다. 칸호지 앙그레의 통치 기간 중에도 마라타 정부는 1703년에 포르투갈과 우호 조약을 체결했다. 이 조약에 따라 포르투갈은 마라타에 캐넌과 흑색화약을 공급하기로 동의했는데, 마라타는 자체 무기를 생산하는 대포 주조공장이 거의 없었기 때문에 이 물품들이 필요했다. 마라타는 시디와도 조약을 체결하여 모든 병력을 영국 동인도 회사에 집중했다.

18세기 초, 칸호지 앙그레는 사완트와디부터 뭄바이까지, 즉 현재의 마하라슈트라주의 전체 해안선을 통제했다. 그는 거의 모든 개울, 작은 만, 항구에 요새 또는 성채와 같은 항해 시설을 갖춘 방어 시설을 건설했다. 마라타 영해를 항해하는 모든 선박은 앙그레의 지배력을 나타내는 차우트라는 세금을 지불해야 했다. 1717년에서 1720년 사이에 동인도회사는 마라타 해군을 격파하기 위해 최소 두 번의 시도를 했지만 실패했다. 칸호지의 선원들에게 동인도회사 선박이 나포되자 영국은 비자야두르그와 칸데리를 점령하려 했으나 이 시도들도 실패했다.

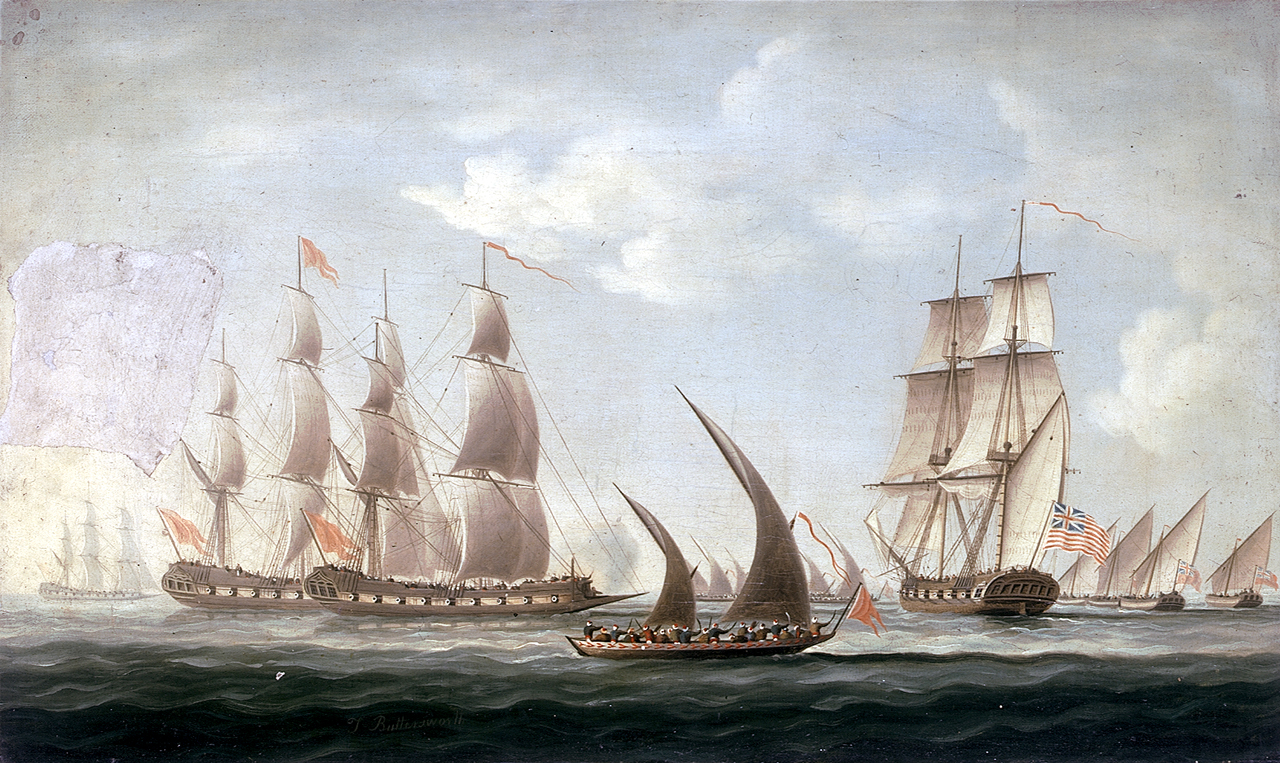
토마스 버터스워스 작, 1812년경 "밤베이 해군의 슬루프 오로라를 공격하는 마라타 그랩과 갈리바트"
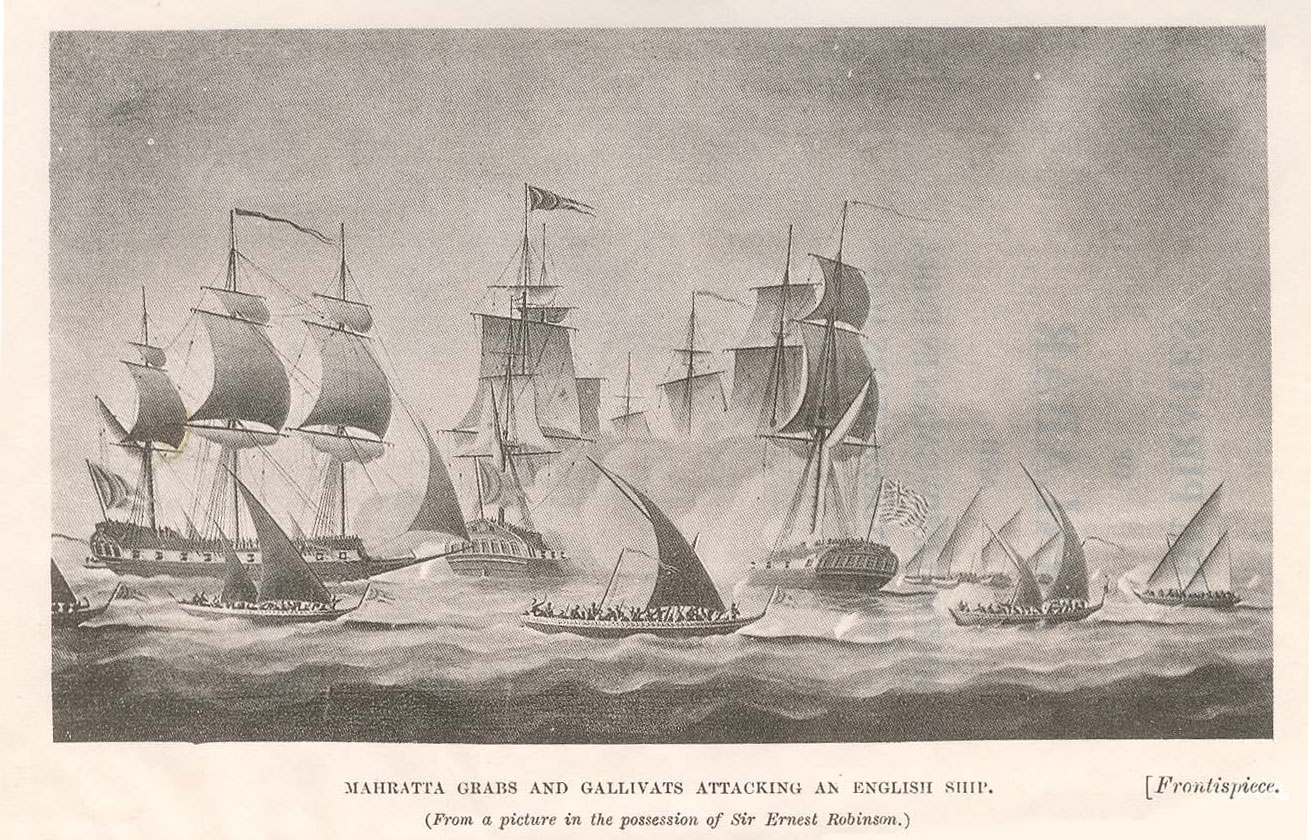
영국 선박을 공격하는 마라타 그랩과 갈리바트
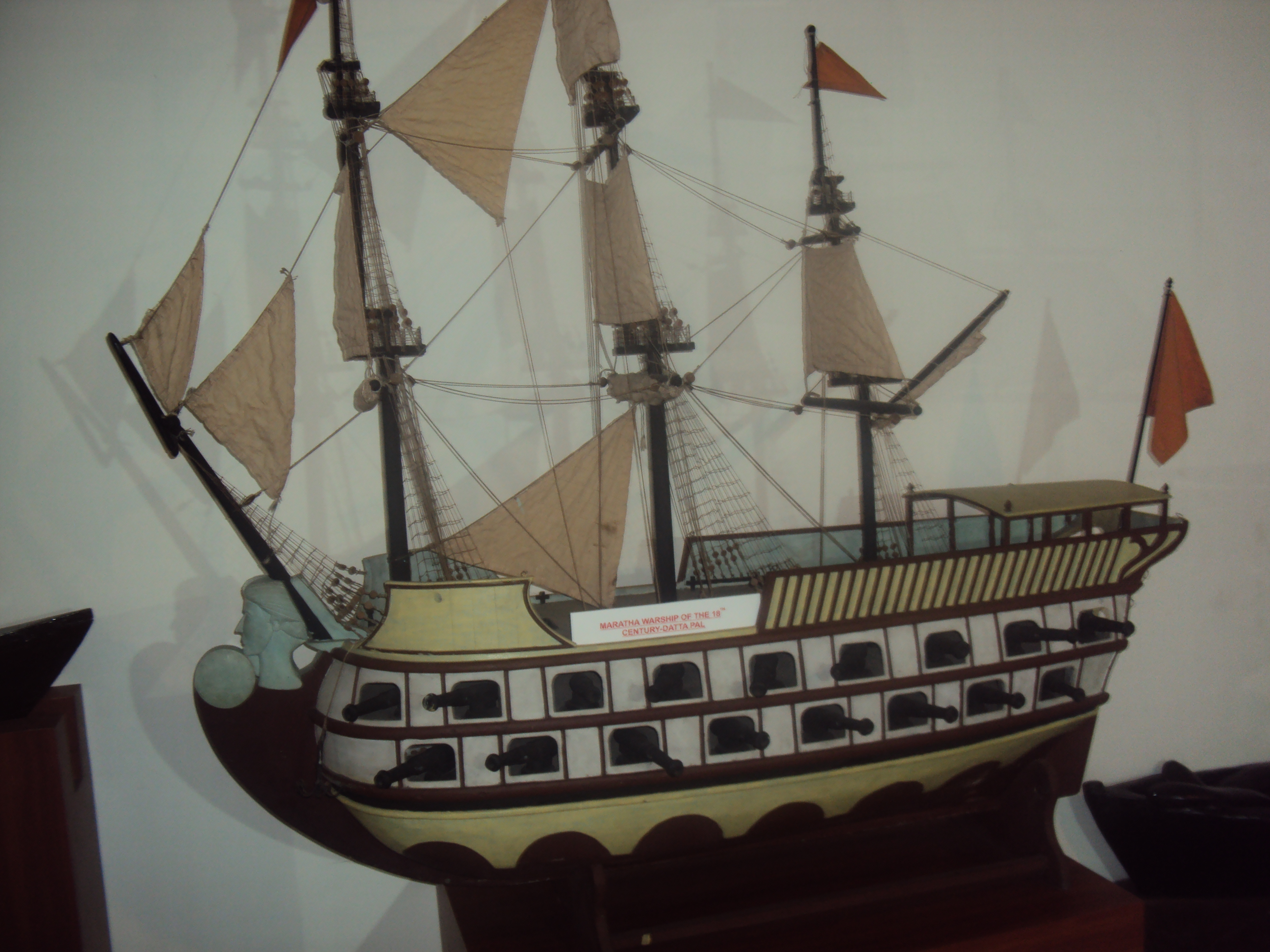
가장 큰 마라타 선박 중 하나인 팔의 모형.
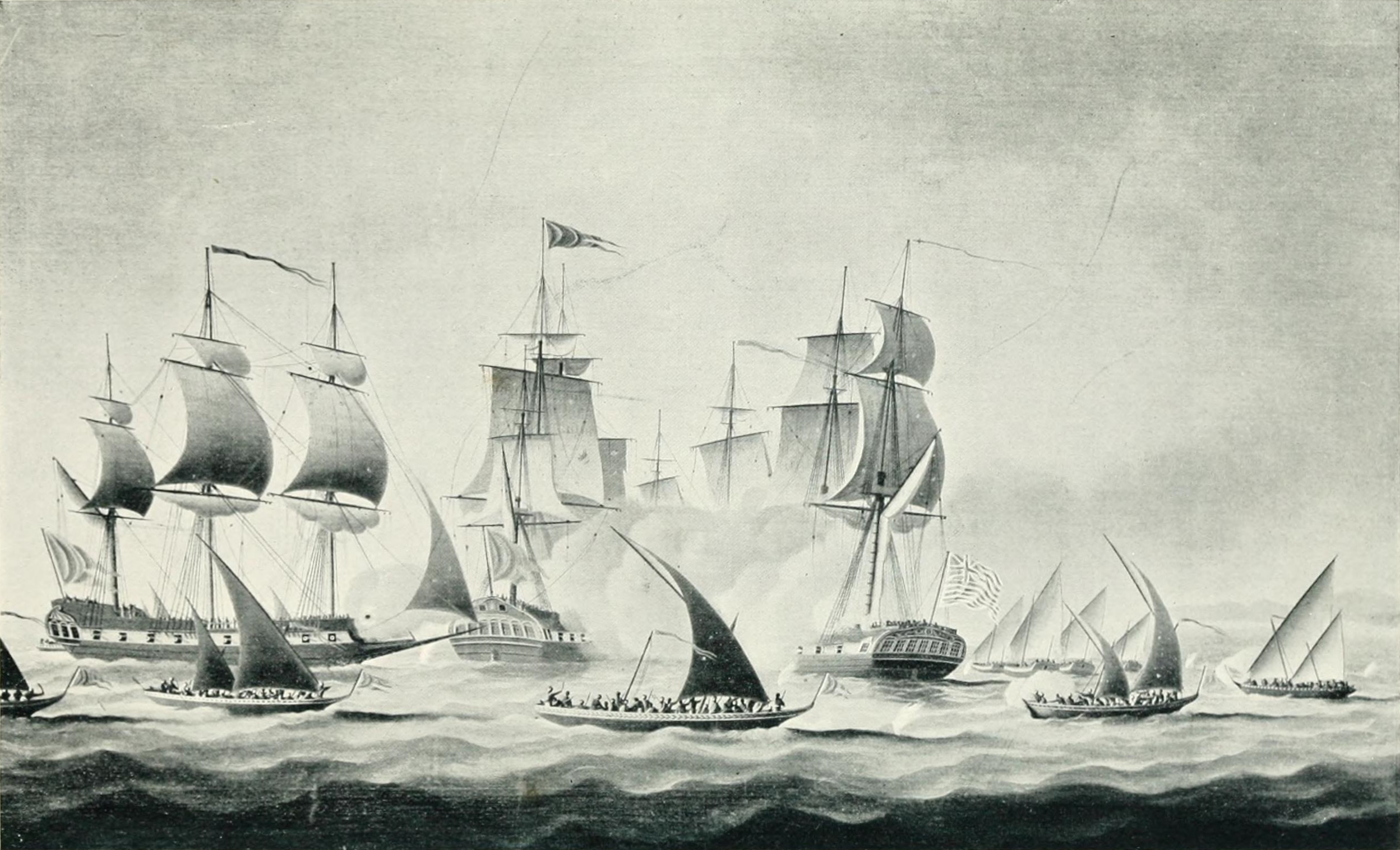
마라타 선박에 의한 레인저 나포. 1783년경
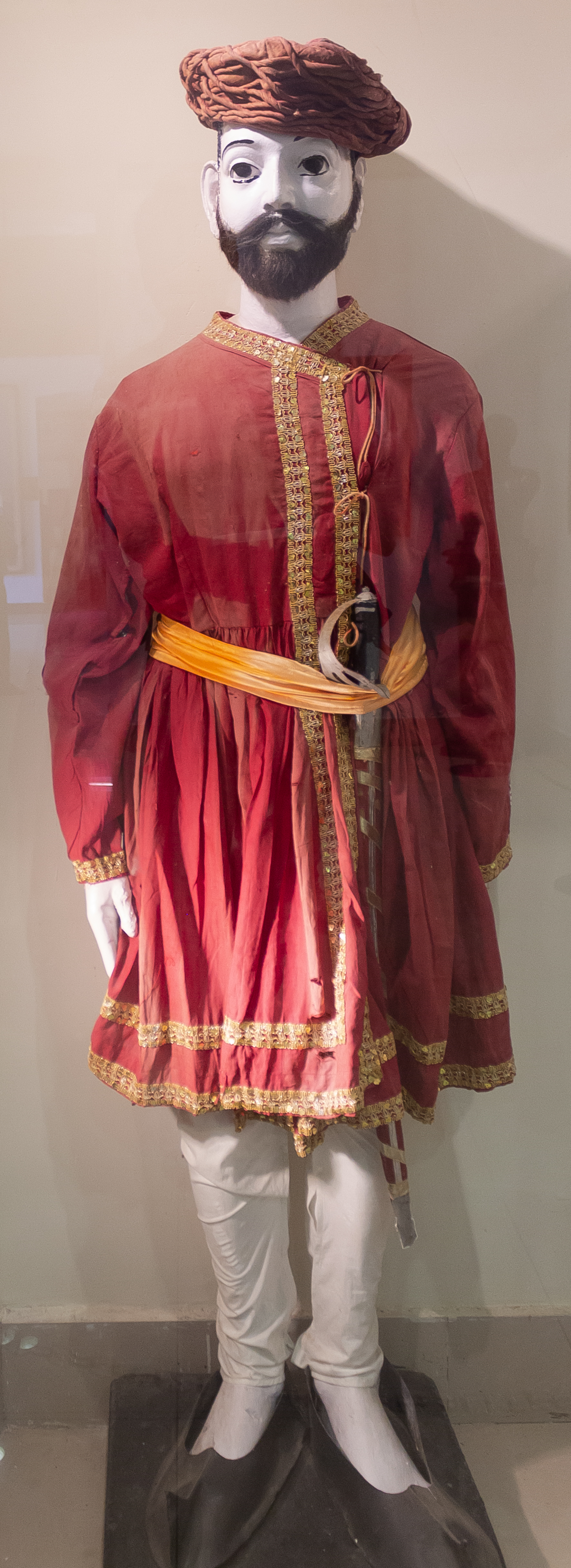
마라타 선원을 묘사한 조각상
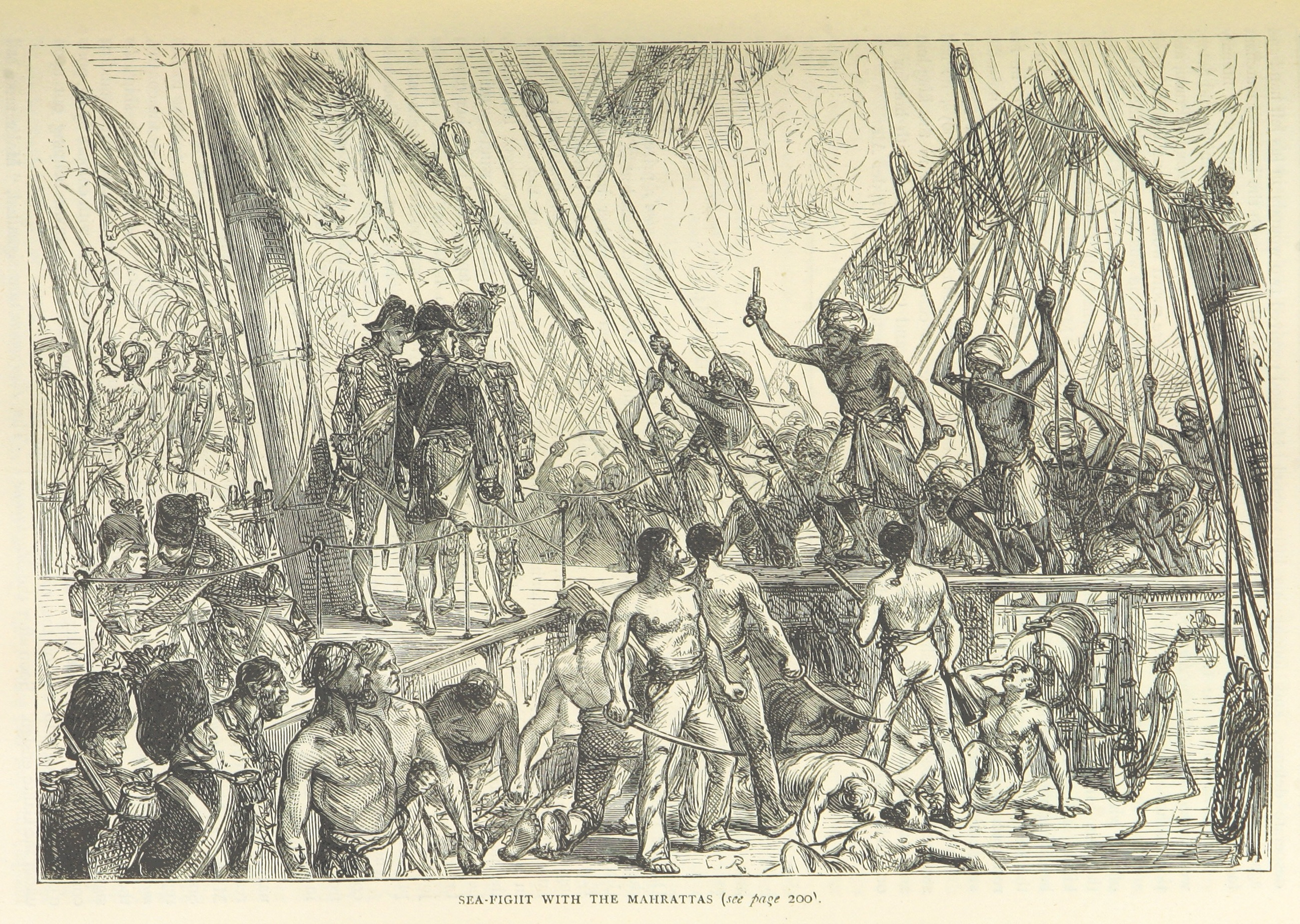
마라타와 동인도 회사 선원 간의 전투
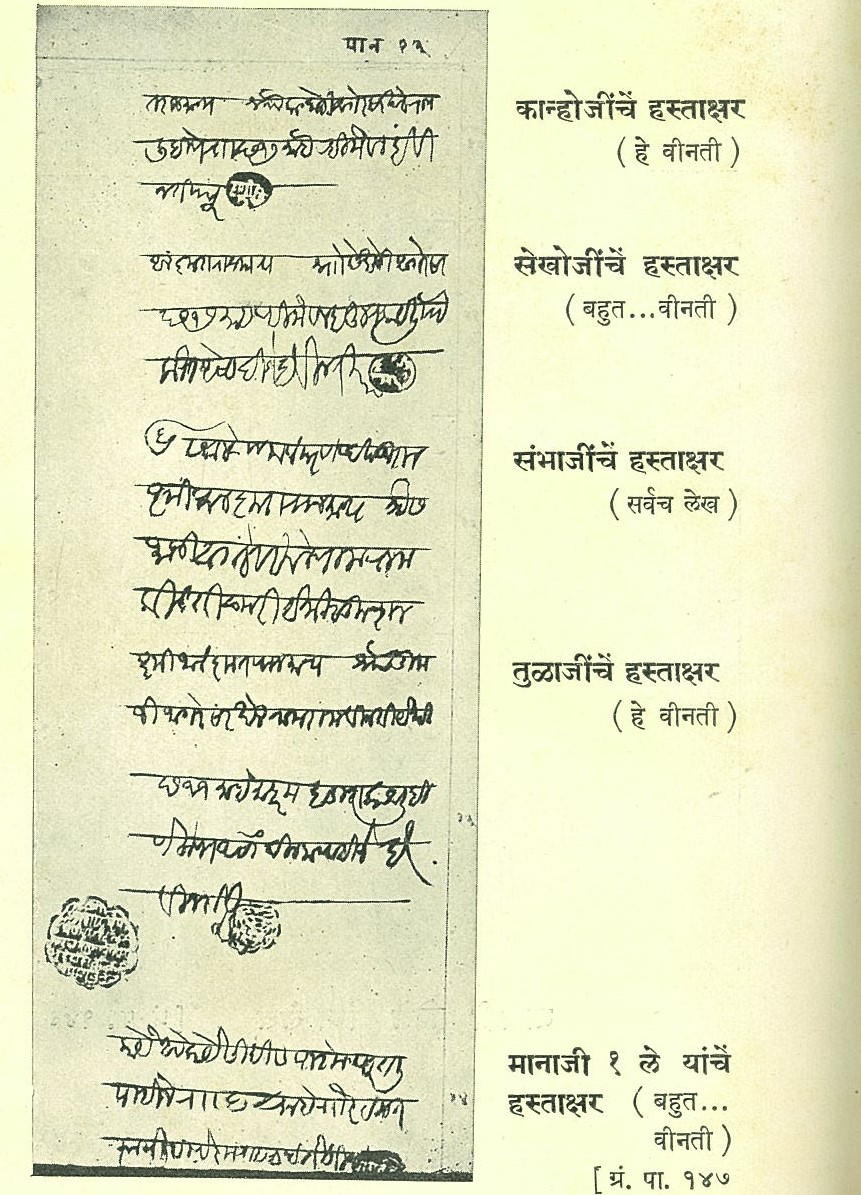
주요 마라타 시대 해군 가문인 앙그레 가문의 필적.
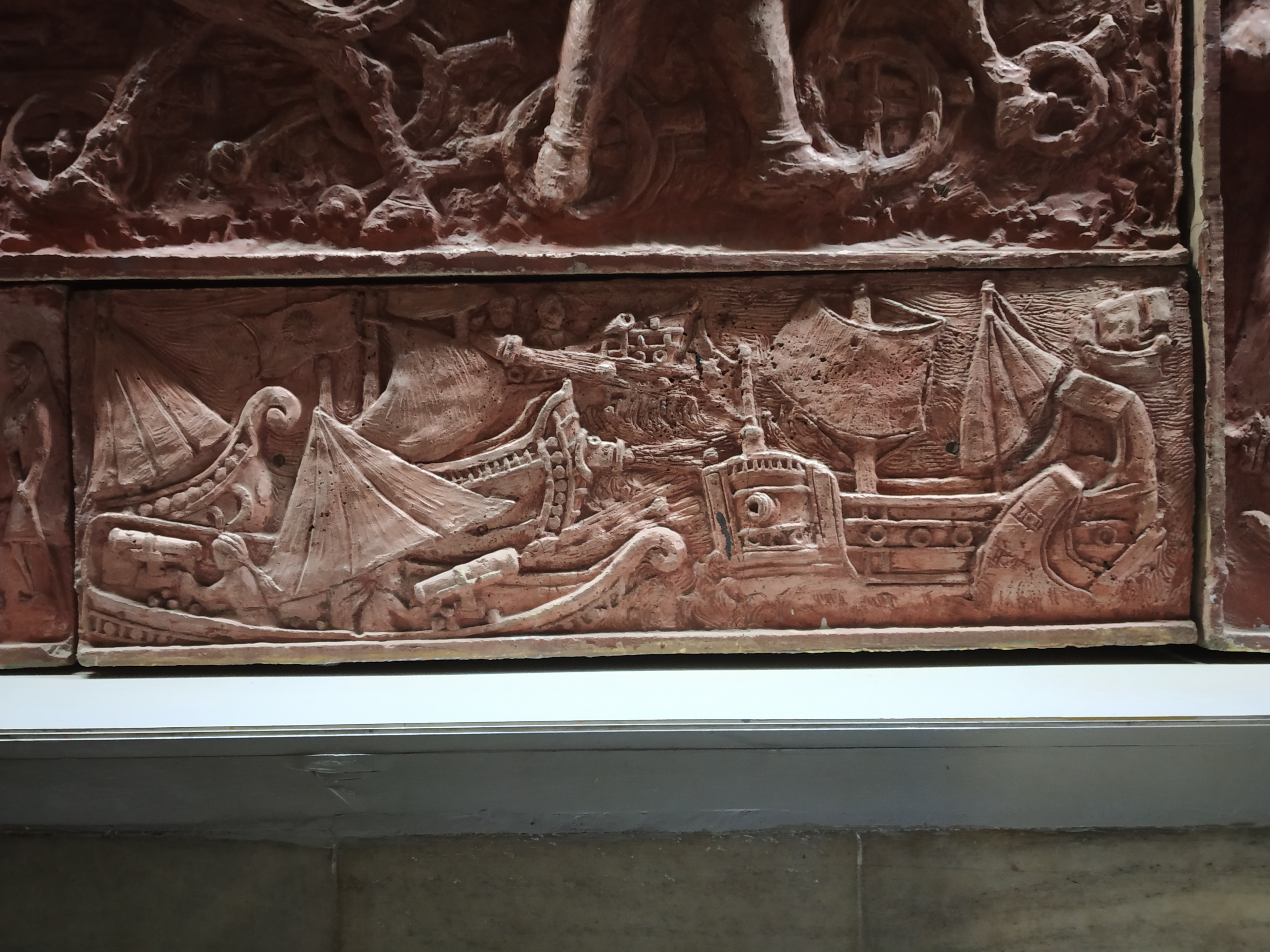
페슈와의 해군을 묘사한 조각상

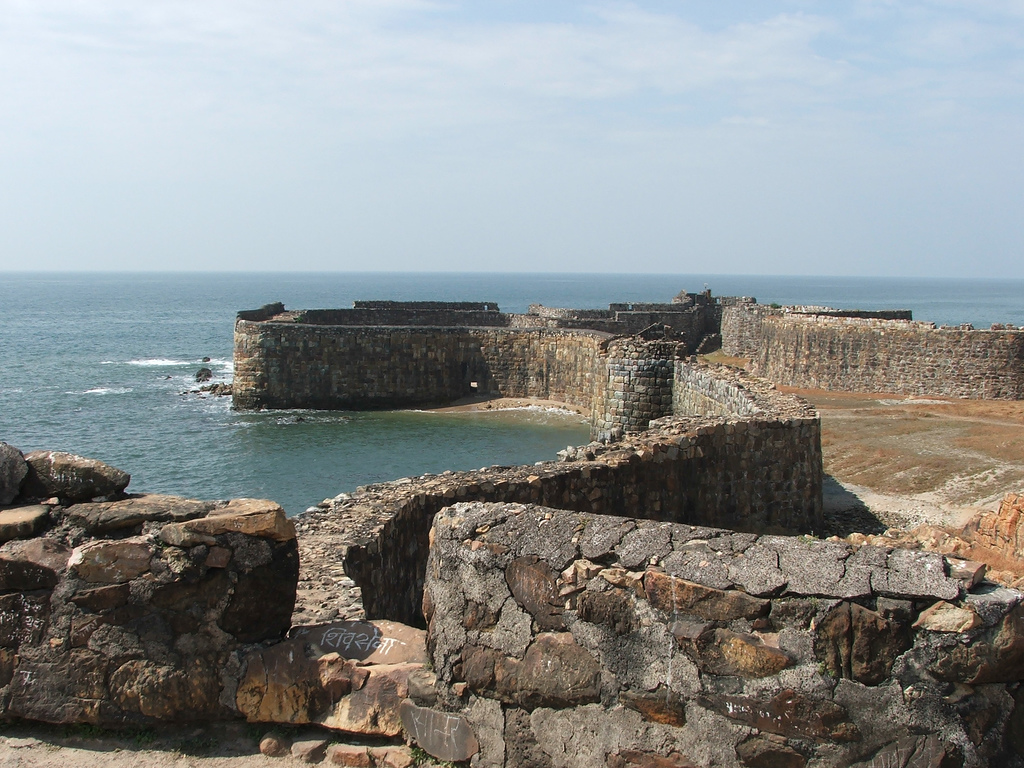
마하라슈트라주-고아주 경계 근처의 신두두르그 요새, 마라타 해군이 건설한 여러 해상 방어 시설 중 하나

## 한계
마라타 해군은 대양 항해 또는 "청수" 해군과 비교하여 주로 해안 "녹색 해군"이었다. 그들의 배는 육상/해상 바람에 의존했다. 마라타는 유럽 선박과 해안에서 멀리 떨어진 바다에서 교전할 만큼 큰 배를 만들지 않았다.

## 전투 전술
마라타(칸호지 앙그레 제독 통치 기간)의 전투 전술 중 일부는 다음과 같다.
- 가능한 한 먼바다에서는 교전하지 않고, 해안선 근처의 바다를 선호했는데, 이는 먼바다의 강한 바람이 외국 선박의 더 넓은 돛에 유리하기 때문이었다.
- 공격은 일반적으로 바람 아래쪽 또는 선미에서 이루어졌다. 적함이 마라타 함선을 추격할 경우, 마라타 함선은 얕은 개울과 만을 은신처로 활용할 수 있었고, 이곳에는 더 큰 적함이 따라올 수 없었다.
- 선미에서의 공격은 마라타 그랩이 선수를 통해 발사하는 대포를 배치할 수 있도록 하면서 적함이 현측포를 사용할 수 없게 만들었다.
- 개울과 요새포를 활용하여 끊임없이 후퇴할 준비가 되어 있었다.
- 적함은 승선 후 백병전을 통해 나포되었다.
- 함대를 한곳에 모으기보다는 작은 편대로 분산시켰다.
- 요새를 철저히 방어하여 적을 지치게 하고 개방된 바다로 유인되지 않도록 했다.[15]

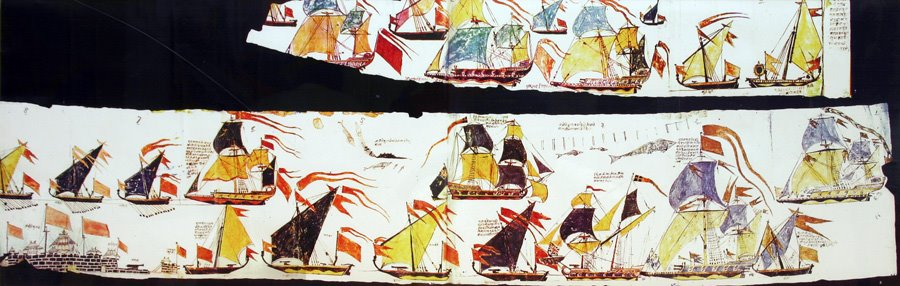
마라타 해군의 구랍, 갈바트 및 기타 유형의 전함을 보여주는 그림 두루마리

## 쇠퇴

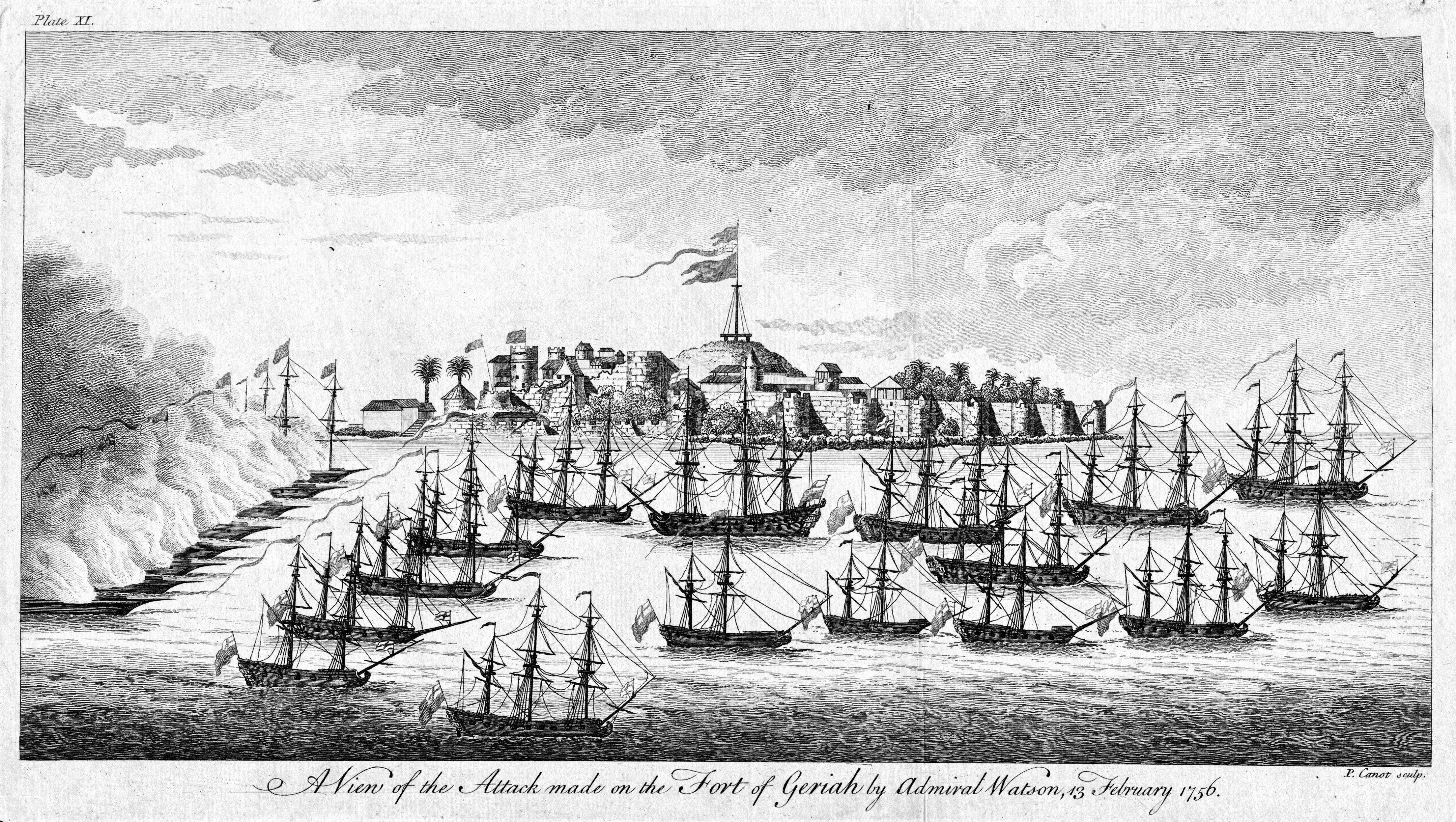
비자이드루그 전투에서 교전 중인 영국과 마라타 함대.

1700년대 중반, 특히 뭄바이 해군과 비교했을 때 마라타 해군은 급격히 세력이 약화되었다. 칸호지 앙그레와 달리 그의 후계자인 툴라지 앙그레 제독은 당시 통치하던 페슈와 (사실상의 수장이자 마라타 제국의 제1대신)의 권위에 저항했다. 페슈와(나나사헤브 휘하의 나나사헤브)는 영국과 협력하여 툴라지에 대항하는 전쟁에 참여했고, 이 과정에서 영국은 마라타 해군 함대의 일부를 점령하고 불태울 기회를 얻었다.
페슈와는 둘랍가, 특히 루드라지 둘랍의 지도 아래 해군을 재편하고 재건했는데, 루드라지는 툴라지의 뒤를 이어 마라타 해군의 제독 또는 사르켈이 되었다. 영국은 제1차 영국-마라타 전쟁 동안 쇠퇴하는 마라타 해군을 쉽게 제압할 수 있었다. 1760년대부터 1780년대까지 마라타 해군은 루드라지 둘랍과 아난다라오 둘랍이 지휘했다. 1700년대 후반에 마라타가 영국이나 마이소르의 하이데르 알리와 전투나 충돌에 휘말릴 때마다 마라타 해군은 적함에 대항하는 작전을 수행했다.
1818년, 세 번째이자 마지막 영국-마라타 전쟁이 끝난 후, 앙그레 가문은 영국의 봉신이 되었으나, 작은 앙그레 국가는 1840년까지 남아 있다가 마침내 영국령 인도에 합병되었다.

## 대중 매체
2007년 할리우드 영화 캐리비안의 해적: 세상의 끝에서는 마라타 해군 장교 칸호지 앙그레의 아들인 삼바지를 언급하는 것으로 알려진 스리 섬바지라는 인물을 묘사한다.

## 기념
- 2022년, 인도 해군기는 차트라파티 시바지의 왕실 인장을 모방한 팔각형을 포함하도록 수정되었다.[18]
- 인도 해군의 서부 해군 사령부는 칸호지 앙그레 제독을 기념하여 INS 앙그레로 명명되었다.[19]
- 인도 해군은 마라타 해상 요새와 같은 이름의 잠수함 2척을 INS 칸데리로 명명했다.[20]
- 인도 우체국은 마라타 함대의 구랍과 팔을 묘사한 기념 우표를 발행했다.[21]

## 같이 보기
- 인도 해양사
- 인도의 역사
- 인도 해군 역사

## 추가 문헌
- Kumar, Amarendra (2023년 6월 23일). “Maratha Navy”. 《Oxford Bibliographies》 (영어). Oxford University Press. doi:10.1093/obo/9780199791279-0232. ISBN 978-0-19-979127-9. 2024년 10월 27일에 확인함.
- Apte, B. K. (January 1973). 《A history of the Maratha navy and merchantships》. Bombay: State Board of Literature and Culture, Government of Maharashtra. (물리적 스캔, 전자책 버전)